# Otto-Hahn-Gymnasium (Springe)
Das Otto-Hahn-Gymnasium (OHG) ist das einzige allgemeinbildende Gymnasium in Springe. Es ist benannt nach dem deutschen Chemiker und Nobelpreisträger Otto Hahn (1879–1968).

## Geschichte
Am 2. Oktober 1967 begannen die Bauarbeiten des Schulzentrums Süd, in dem später die Gerhart-Hauptmann-Schule und das Otto-Hahn-Gymnasium heute ansässig waren. Im darauffolgenden Jahr kam es zur Öffnung des Otto-Hahn-Gymnasiums und zur Namensgebung.
Seit 1991 gibt es für die Schülerinnen und Schüler auch eine Cafeteria, welche hauptverantwortlich von zwei Lehrern geleitet wird. Als Hilfskräfte sind außerdem ca. 150 Eltern sowie zwei Ein-Euro-Kräfte tätig.
Durch die Abschaffung der Orientierungsstufe im Jahr 2004 wurden erstmals wieder Schülerinnen und Schüler des 5. und 6. Jahrgangs eingeschult. Insgesamt wurden also drei Jahrgänge aufgenommen (5., 6. und 7. Klasse). Wegen der hohen Schülerzahlen wurde das Gymnasium um die Außenstelle OHG Nord erweitert. Für die Außenstelle wurden die Gebäude der ehemaligen Orientierungsstufe Nord verwendet. Im Sommer 2014 wurde der lang geplante Umzug der 5. bis 7. Jahrgangsstufe in das Hauptgebäude des Otto-Hahn-Gymnasiums umgesetzt, sodass alle Jahrgangsstufen des Gymnasiums nun in einem Gebäude untergebracht sind. Die Gerhart-Hauptmann-Schule zog in das ehemalige „OHG Nord“.
Am 14. Juni 2008 feierte das Otto-Hahn-Gymnasium sein 40-jähriges Bestehen. Unter den Gästen bei der Schuljubiläumsfeier war unter anderem der einzige Enkel von Otto Hahn, Dietrich Hahn.
Seit dem Schuljahr 2014/2015 sind die Jahrgänge 5 und 6 im Gebäudebereich der ehemaligen Hauptschule untergebracht.

## Musikprojekte
Das Otto-Hahn-Gymnasium hat schon viele erfolgreiche Musikprojekte gestartet. Das erste war im Sommer 1986 das Rock-Musical Teens. Im Juni 1999 wurde das Musical Joseph aufgeführt. Dem folgten das Musical Grease und die Rockoper The Wall. Zum Jubiläum des Otto-Hahn-Gymnasiums wurde das Drama Romeo und Julia aufgeführt. Im Februar 2012 zeigte das Otto-Hahn-Gymnasium erfolgreich eine Inszenierung der „Dreigroschenoper“ von Bertolt Brecht als „3GO – nach der Dreigroschenoper von Bertolt Brecht“. 2014 folgte ein von Schülern und Lehrern selbstgeschriebenes experimentelles Musical mit dem Namen „Jein!“, welches sich durch eine Symbiose klassischer Musical-Elemente und moderner Pop- und Rockmusik auszeichnete und das Gefühlsleben eines jungen, verliebten Menschen inszenierte. Zwei Jahre später folgte dann das Stück „Thank you for The Music!“, welches die Geschichte der schwedischen Popband Abba zeigte.

## Schule ohne Rassismus – Schule mit Courage
Das Otto-Hahn-Gymnasium trägt seit dem Februar 2006 den Titel Schule ohne Rassismus – Schule mit Courage. Pate ist der deutsche Fußballspieler Per Mertesacker, der zur Übergabe des SOR-SMC Schildes die Schule besuchte.
Bisher gab es viele Projekte der Gruppe. Von Aufklärungsveranstaltungen über Rechtsextremismus oder Homophobie über die Unterstützung von Brunnenbauprojekten in Äthiopien bis hin zur Teilnahme an diversen Demonstrationen werden viele Aktionen durchgeführt, um Toleranz und demokratische Werte unter den Schülerinnen und Schülern zu stärken.

## Schülerfahrten/Studienfahrten
Es werden 7 verschiedene Schülerfahrten und 2 Studienfahrten am Gymnasium angeboten. Es gibt Schülerfahrten für die 10. bzw. 11. Klassen nach Frankreich, Polen, Italien, Schweden, Australien und USA. Für die Jahrgangsstufen 12 und 13 werden seit 1997 Schülerfahrten nach Tranemo in Schweden angeboten. Es gibt auch Studienfahrten nach Rom und Barcelona für die Latein- und Spanischkurse der 12. und 13. Jahrgänge.
In der Jahrgangsstufe 12 werden zudem seit 1981 jährlich mit einer einmaligen Unterbrechung bis zu 7 alpine Skikurse in Südtirol/Italien durchgeführt.

## Weltrekord
Im September des Jahres 2002 wurde von den Schülern des Otto-Hahn-Gymnasiums im Rahmen eines Schulfestes die längste Sitzreihe der Welt gebildet. Am Ende hatten 407 Schülerinnen und Schüler auf einem Stuhl Platz genommen und so eine 60 Meter lange Sitzreihe gebildet. Am 6. August 2003 hat die Guinness World Records Limited den Weltrekord anerkannt.